# 스승장관
스승장관(Minister Mentor)은 2004년 싱가포르 내각에 설치된 공직이다. 역임한 사람은 전 총리 리콴유가 유일하다.
리콴유는 1990년 고촉통에게 총리직을 넘겨준 뒤 선임장관(Senior Minister)직을 설치하고 자신이 선임장관이 되었다. 2004년 리콴유의 아들 리셴룽이 고촉통에게서 총리직을 넘겨받자 고촉통이 선임장관이 되는 대신 리콴유는 스승장관을 신설하여 그 직을 맡았다.
2011년 총선 1주일 뒤인 5월 14일 리콴유와 고촉통이 내각에서 물러날 것을 선언하면서 스승장관과 선임장관이 폐지되었다. 하지만 두 사람은 죽을 때까지 국회의원직은 유지했다.